# اتفاق سانت إيجيديو 1995
إتفاق سانت إيجيديو 1995 أو عقد روما 1995 وقع يوم 13 يناير 1995 في روما عاصمة إيطاليا، انبثق عن الاتفاقية مصالحة بين الفرقاء السياسيين في ظل الحرب الأهلية في الجزائر بعد إلغاء نتائج الانتخابات التشريعية الجزائرية 1991.

## الأحزاب الموقعة
- الجبهة الإسلامية للإنقاذ
- جبهة القوى الاشتراكية
- جبهة التحرير الجزائرية